# Maria de Arruda Müller
Maria de Arruda Müller (Cuiabá, 9 de diciembre de 1898 — Cuiabá, 4 de diciembre de 2003) fue una profesora y poeta brasileña.
Participó activamente de la historia política y cultural de Cuiabá, y del Estado de Mato Grosso.
En vísperas de completar 105 años, falleció a las 9.30 en el Hospital Santa Rosa, de Cuiabá, de un infarto de corazón.  Era hija del coronel João Pedro de Arruda y de Adelina Ponce de Arruda; nieta de Generoso Ponce.  Para la ocasión, la gobernadora interina Iraci França decretó luto oficial en el Estado de Mato Grosso, por tres días. Fue sepultada en el Cementerio de la Piedad.
En 1915, concluyó sus estudios en la "Escuela Normal “Pedro Celestino”, y posteriormente pasó a ejercer el magisterio. Así, fue profesora desde los dieciséis años, y Maria Müller dejó las salas de aula, a los 96 años de edad, por razones de salud. Había comenzado su vida profesional como auxiliar de profesor.
Su abuelo Generoso Ponce, tenía un enorme liderazgo político en el Estado matogrosense, desde fines del siglo XIX hasta comienzos del XX, y le presentaba libros, estimulándola a tomar el gusto por el estudio. Ya a los cinco años, estaba alfabetizada.
Actuó en política, educación, literatura, y en cultura regional, siendo poeta, con tres libros publicados.
Em 2002, el ministro de Educación, Paulo Renato de Souza, le hizo entrega del diploma de comendadora de la Orden Nacional del Mérito Educativo en propias manos, en su propia casa. Esa Orden fue creada en 1955, por el presidente Café Filho, y con la cual se homenajea a personalidades nacionales y extranjeras, que hayan prestado servicios excepcionales a la educación.
Fundó la primera revista femenina de Mato Grosso, A Violeta. Colaboró en revistas como O Cruzeiro y en A Cruz. Utilizó numerosos pseudónimos como: Mary, Chloé, Vampira, Consuelo, Sara, Lucrecia, Ofélia, Vespertina.
Se casó en abril de 1919 con Júlio Strubing Müller, que era a la postre, en 1937 sería interventor nombrado por Getúlio Vargas, desde 1937 hasta 1945. En ese período de la intervençción, fundó el Abrigo Bom Jesus, para infantes carecientes, y el Abrigo dos Velhos. En 1942, revelando su lado de activista femenina, fundó la Sociedade de Proteção à Maternidade e Infância de Cuiabá. En esa época, su marido hizo construir el puente sobre el rio Cuiabá, la Estación de tratamiento de Agua, y el Colegio Estadual de Mato Grosso, el Liceo Cuiabano. Esas obras, realizadas cuando se estaba considerando trasladar la capital a Campo Grande, y ayudaron a mantener la posición de Cuiabá como capital del estado.

## Libros
- Sons Longínquos - en colaboración con el pianista Dunga Rodrigues
- Cuiabá ao Longo de 100 Anos. 1994

## Honores
- Comendadora en grado de gran oficial de la "Orden Nacional del Mérito Educativo"

- 1930: primera mujer en ganar una silla en la Academia Mato-grossense de Letras

- Miembro honorario del Instituto Histórico y Geográfico de Mato Grosso[6]

- Presidenta de la Legión Brasileña de Asistencia (LBA) durante la Segunda Guerra Mundial, incluyendo la atención a las familias de los soldados.